# Abolitionismus (Prostitution)
Als Abolitionismus (von englisch abolition von lateinisch abolitio ‚Abschaffung‘, ‚Aufhebung‘) wird in der Geschichte der Frauenbewegung eine soziale Bewegung bezeichnet, die auf die Abschaffung der Prostitution hinarbeitete. Als größter Erfolg des Abolitionismus in Deutschland kann die Verabschiedung des Gesetzes zur Bekämpfung der Geschlechtskrankheiten von 1927 gelten.
Die abolitionistische Bewegung von heute wird vor allem mit der Forderung zur Einführung des Nordischen Modells in Verbindung gebracht. Demnach sollen das Angebot von Prostitution entkriminalisiert, die Nachfrage nach Prostitution kriminalisiert und umfangreiche Präventions- und Ausstiegsmaßnahmen angeboten werden.

## Entstehung und Begriffsgeschichte
Die Gründung der abolitionistischen Bewegung geht auf die englische Frauenrechtlerin Josephine Butler zurück, die sich in einer leidenschaftlichen und langjährigen Kampagne gegen die Contagious Diseases Acts wandte. Diese Erlasse verfügten, dass sich Prostituierte in England medizinischen Zwangsuntersuchungen unterziehen mussten, und hatten zum Ziel, auf diese Weise die Verbreitung von Geschlechtskrankheiten zu verhindern. Die Freier blieben dagegen unbeteiligt. Viele Frauen sahen in diesen Erlassen sowie ähnlichen Gesetzgebungen in anderen Ländern die bestehende sexuelle Doppelmoral zementiert, die Männern einen anderen Handlungsfreiraum als Frauen zubilligte.
Der Name „Abolitionismus“ ist eine bewusste Anlehnung an die US-amerikanische Anti-Sklaverei-Bewegung in Nordamerika (seit 1774): Butler wandte sich gegen die rechtliche und sexuelle Versklavung der Frauen, die ihrer Ansicht nach in der Prostitution und dem „weißen Sklavinnenhandel“ (Frauenhandel) ihren Höhepunkt fand.
Inspiriert von Josephine Butler und der von ihr geleiteten Ladies’ National Organisation entstanden in vielen anderen Ländern abolitionistische Zweigvereine.

## Abolitionismus als politische Bewegung in Deutschland

### Im 19. Jahrhundert bis 1914
In den 1880er Jahren hatte es im deutschen Kaiserreich einen ersten Versuch gegeben, die Ideen von Josephine Butler und des internationalen Abolitionismus fruchtbar zu machen. Gräfin Gertrude Guillaume-Schack gründete in Beuthen a. d. O. in Niederschlesien 1880 den Deutschen Kulturbund, der sich als deutscher Ableger der Internationalen Abolitionistischen Föderation verstand. Allerdings gerieten die Arbeiten des Bundes bald ins Stocken, und auch die bürgerliche Frauenbewegung unterstütze diese Arbeit nur sehr zögerlich. Auch die Sozialdemokratie – die zu dieser Zeit unter den Sozialistengesetzen zu leiden hatte – ließ sich nicht für eine aktive Mitarbeit gewinnen. Erst nach drei Jahren gelang es, einen Zweigverein in Berlin zu gründen, der am 7. März 1883 seine Arbeit aufnahm. Die Arbeit des Kulturbundes wurde von Anfang an von der Polizei überwacht. 1885 gab Gertrude Guillaume-Schack ihre Aktivitäten auf und ging nach England. Der Deutsche Kulturbund stellte seine Arbeiten ein.
Einen zweiten Versuch, den Abolitionismus in die bürgerliche Frauenbewegung des Kaiserreichs hineinzutragen, unternahm Anna Pappritz (1861–1939) in den späten 1890er-Jahren. 1899 entstanden die ersten beiden abolitionistischen Vereine im deutschen Kaiserreich in Berlin (Leitung Anna Pappritz) und Hamburg (Leitung Lida Gustava Heymann).
Die erste offizielle Vorstandssitzung des Berliner Zweigvereins fand am 2. Juni 1899 am Schöneberger Ufer 38, in der Wohnung von Anna Pappritz statt. Neben Pappritz übernahmen Magda Perwo und Katharina Erdmann die anderen Vorstandsposten. Die drei Vorstandsmitglieder teilten ihre Arbeit in einen Sommer- und Winterzyklus auf; während im Sommer zunächst theoretische Aufgaben, wie etwa das Sammeln sachdienlicher Zeitungsberichte für den Verein auf dem Plan standen, sollten im Winter erste Vorträge organisiert werden. Neben der Planung eines hygienischen Unterrichts „zur Aufklärung der Jugend“ stand auch – in Kooperation mit Anita Augspurg (1857–1943) vom Hamburger Zweigverein – die Vorbereitung einer Petition zur strengeren Bestrafung von Sittlichkeitsverbrechen auf der ersten Tagesordnung.
Nachdem sich bereits früh inhaltliche Unstimmigkeiten zwischen Pappritz und Heymann abgezeichnet hatten, folgte bei der Generalversammlung des Verbandes Deutscher Frauenvereine der Bruch. Ab da gingen beide Zweigvereine getrennte Wege. Anna Pappritz fand in der Dresdnerin Katharina Scheven (1861–1922) eine neue Mitstreiterin. Scheven leitete den abolitionistischen Zweigverein in Dresden und wurde ab 1902 Herausgeberin der Vereinszeitschrift Der Abolitionist. 1902 übernahm sie als Vorsitzende die Sittlichkeitskommission des Bundes Deutscher Frauenvereine (BDF).
Der Abolitionismus in Deutschland mischte sich in alle sexualpolitischen Debatten der Zeit ein und bekämpfte auch den Mädchenhandel. Vor allem in der Deutschen Gesellschaft zur Bekämpfung der Geschlechtskrankheiten, versucht er abolitionistische Positionen mehrheitsfähig zu machen. So wurde 1902 Anna Pappritz als erste und einzige Frau auf Druck der Sittlichkeitsvereine in den Vorstand gewählt.
Der Leitspruch des deutsch Abolitionismus war: „Es gibt nur eine Moral, sie ist die gleiche für beide Geschlechter.“ Um seine Ziele zu verwirklichen, engagierte sich der deutsche Abolitionismus in internationalen Zusammenhängen und gründete 1904 einen deutschen Dachverband, der als deutscher Zweigverein der Internationalen Abolitionistischen Föderation beitrat. Dessen Vorsitz hatte Katharina Scheven inne.
Bettina Kretschmar kam bei ihren Forschungen zum deutschen Abolitionismus zu dem Ergebnis, dass der deutsche Zweig nie viele Mitglieder hatte. Für das Jahr 1908 kam sie „auf knapp über 1.000 Mitglieder, davon 138 Männer (13,8 %). Bis 1914 stieg die Mitgliederzahl auf etwa 1.200 an und wurde bis 1933 nicht mehr überschritten.“

### Inhaltliche Positionen und Themen

#### Reglementierung
Der Abolitionismus forderte die Abschaffung der staatlichen Reglementierung der Prostitution. Bei dieser handelte es sich um ein polizeiliches „Kontrollsystem“, mit dem Ziel, Geschlechtskrankheiten einzudämmen. Dafür wurden Zwangsuntersuchungen und -behandlungen an Prostituierten durchgeführt sowie sogenannte „Dirnenlisten“ geführt, um „Prostitution für den nachfragenden Mann so ‚gesund‘ wie möglich zu gestalten“. Im Rahmen der Reglementierung wurden nur Frauen strafrechtlich belangt, da Prostitution als „wahllose Preisgabe eines Weibes an Männer gegen Entgelt“ und damit als eine „einseitige weibliche Verfehlung“ verstanden wurde.
Die Abolitionistinnen verurteilten diese Doppelmoral, sie forderten anzuerkennen, dass Mann und Frau zu gleichen Teilen an der Prostitution beteiligt waren und ohne die Nachfrage des Mannes die Prostitution nicht existieren würde. Die Reglementierung führe zudem nicht zu verringerten Infektionszahlen von Geschlechtskrankheiten, sondern sorge für Angst vor Strafen und gesellschaftlicher Verurteilung, weshalb viele betroffene Frauen keine Ärzte zur Behandlung aufsuchten. Als einzige Möglichkeit zur Eindämmung der Prostitution sahen die Abolitionistinnen soziale Reformen. Sie forderten eine verbesserte Wohnungslage, die Bekämpfung des Alkoholismus, die systematische Aufklärung der Jugend, verbesserte staatliche Hygienekonzepte und vor allem die Gleichstellung der Frau. Als Hauptgrund für die Prostitution sahen die Abolitionistinnen die Abhängigkeit der Frau, ihre Mittellosigkeit und das Elend, in dem viele Frauen, vor allem aus dem Proletariat lebten.

#### Bordellierung & Kasernierung
Die Bordellierung und Kasernierung waren zwei verschiedene Arten von Mechanismen zur Kontrolle von Prostituierten, um Geschlechtskrankheiten zu bekämpfen. Dies bedeutete, dass Prostituierte in Bordellen leben und arbeiten mussten. Das Einschreibungssystem der Bordellierung war meist verbunden mit einem Verlust an Freiheitsrechten für die Frauen. So war es den meisten bordellierten Frauen verboten, bestimmte Plätze zu betreten, oder nach einer bestimmten Uhrzeit vor die Haustür zu gehen.
Die Kasernierung war ein 1878 in Bremen eingeführtes Modell, das Prostituierte zwang, sich nur in bestimmten, reglementierten Wohnblöcken und Straßen aufzuhalten. Im Unterschied zur Bordellierung bedeutete reine Kasernierung „[…] daß in [dieser] Straße niemand anders sich dauernd aufhält als nur die Prostituierten, auch nicht Dienstpersonal.“ Argumente für die Kasernierung waren, dass sie eine bessere Sittenkontrolle ermögliche und die Ausbeutung Prostituierter in Bordellen verhindere.
In den Flugschriften des Abolitionismus wandte sich die Bewegung gegen beide Mechanismen und lehnte sie ab, da sowohl die Bordellierung als auch die Kasernierung keine Hilfe bei der Bekämpfung von Geschlechtskrankheiten waren. Der Mediziner Ernst von Düring führte dazu aus: „Die ärztliche Kontrolle in den Bordellen erweckt in vielen Menschen die Ansicht, daß die Bordellprostituierten verhältnismäßig ungefährlich seien.“ Er betonte, dass auch die „allgemeine Sittlichkeit“ dadurch nicht erhöht werde und wies darauf hin, dass beide Mechanismen die geheime Prostitution befördern und den Ausweg aus der Prostitution erschweren würden.
Abolitionistinnen schlugen Alternativen vor. So zum Beispiel Anfang 1900 in Hannover, als sich die Vorsitzende des Deutsch Evangelischen Frauenbundes (DEF), Paula Müller-Otfried, gemeinsam mit dem Polizeipräsidenten Graf Berg und dem Regierungspräsidenten für die Verbesserung der Verhältnisse der Prostituierten einsetzte. Der Vorschlag sah vor, Frauen in Wohnungen unterzubringen, die für die Ausübung der Prostitution vorgesehen waren und sie zusätzlich mit Polizeikontrollen vor den Wohnungen zu schützen. Der Vorschläge wurden nicht umgesetzt, und Hannover blieb beim alten System der Kasernierung.

#### Jugendarbeit
Die abolitionistische Bewegung setzte sich um die Jahrhundertwende für die Erziehung und Aufklärung der Jugend in sexuellen und sittlichen Belangen ein. Sie organisierte Vorträge von Ärztinnen und Ärzten an Schulen, um Jugendliche über ihre sexuelle Verantwortung zu unterrichten und forderte die Beteiligung der Eltern an der Aufklärung ihrer Kinder. Damit sollte auch die bürgerliche Doppelmoral bezüglich sexualmoralischer Normen überwunden werden.
In den verschiedenen abolitionistischen Schriften prangerten Expertinnen wie Dr. Ernst A. Heimann den bestehenden Mangel an sexueller Aufklärung in der Gesellschaft an. Daher wurden solche Vorhaben der abolitionistischen Bewegung von Medizinerinnen begrüßt. Diese Aktivitäten trafen nicht immer auf Zustimmung – noch bis 1922 blieb beispielsweise in Hamburg das Verbot der Aufklärungsarbeit im Volksschulunterricht bestehen.

#### Der Konflikt mit dem Bund für Mutterschutz
Der Bund für Mutterschutz, der 1905 durch Helene Stöcker gegründet worden war, entwickelte in den Jahren bis zum Ersten Weltkrieg ein Gegenmodell zu den abolitionistischen Forderungen. Die philosophische Basis des Bundes bildete die von Helene Stöcker entwickelte Idee der „Neuen Ethik“. In Anlehnung an Friedrich Nietzsches Umwertung aller Werte forderte Stöcker eine Neubestimmung der Sexualmoral und vor allem eine Befreiung der weiblichen Sexualität, die auch außerhalb einer Ehe stattfinden können sollte. Helene Stöcker sah nicht die Ehe, sondern ausschließlich die Liebe als Legitimation für sexuelle Beziehungen an und stellte damit die bürgerliche Konvenienzehe in Frage. Dies sollte – so Stöcker – der Prostitution die Grundlage entziehen. Die „Neue Ethik“ verstand sich also auch als Prostitutionslösung.
Damit geriet der Bund und auch Helene Stöcker in Opposition zum Abolitionismus, der die Ehe nicht abschaffen, sondern reformieren wollte. Eine Diskrepanz zwischen beiden Fronten entstand auch in Bezug auf den Paragrafen 218. Die abolitionistische Bewegung sprach sich für eine Beibehaltung aus, der Bund für Mutterschutz plädierte für eine ersatzlose Streichung. Somit standen sich innerhalb der bürgerlichen Frauenbewegung bis 1914 zwei Prostitutionspolitiken gegenüber. Einmal die „Neue Ethik“, die von der radikalen Richtung der bürgerlichen Frauenbewegung unterstützt wurde und zum anderen der Abolitionismus, der von der gemäßigten Richtung getragen wurde.

### Im Ersten Weltkrieg
Bei Beginn des Ersten Weltkrieges beendeten viele Frauenvereine ihre Aktivitäten, um den Weltkrieg zu unterstützen. Auch die abolitionistischen Zweigvereine schlossen sich dem an.
Allerdings entwickelte die Prostitutionsproblematik im Ersten Weltkrieg eine enorme Eigendynamik, so dass sich die abolitionistische Bewegung spätestens 1916 wieder ihren Kernthemen widmete. 1916 organisierten mehrere Vertreterinnen von Frauenvereinen und -verbänden, unter ihnen auch die abolitionistischen Verbände, die „Konferenz zum Studium der Sittlichkeitsfrage“, auf der vor allem die Wohnungsfrage Prostituierter kontrovers diskutiert wurde.
Die Militärverwaltung richtete Kriegsbordelle ein, in denen Prostituierte unter Reglementierung durch die Militärverwaltung standen. Auch in den von den Militärbehörden eingerichteten Bordellen setzte man auf die medizinische Untersuchung zur Vermeidung von Geschlechtskrankheiten. Neu war hierbei, dass nicht nur die Prostituierte untersucht wurde, sondern auch der Freier.
Da die Infektionszahlen im Weltkrieg enorm anstiegen, wurde die Geschlechtskrankheitenproblematik zunehmend politisch diskutiert, bis hin zur Forderung einer vollständigen medizinischen Erfassung und Untersuchung der gesamten Bevölkerung des deutschen Reichs.
1916 erreichte die Debatte auch den Reichstag, der einen bevölkerungspolitischen Ausschuss gründete, in dem neben familien- und wohnungsbaupolitischen Themen auch die Bekämpfung von Geschlechtskrankheiten und die Prostitution behandelt wurden. Diskutiert wurde hier vor allem eine Meldepflicht für Erkrankte und die Frage, ob eine Zwangsuntersuchung aller Soldaten legitim sei. Der von der Reichsregierung im Februar 1918 vorgelegte Gesetzentwurf verzichtete auf eine Behandlungspflicht. Die Revolution vom November 1918 verhinderte die Behandlung des Entwurfes im Reichstag und so gab es zum Zeitpunkt der Demobilmachung keine gesetzliche Regelung, die den Umgang mit geschlechtskranken Soldaten regelte.

### In der Weimarer Republik
Nach dem Ersten Weltkrieg nahm die abolitionistische Bewegung langsam wieder ihre inhaltliche Arbeit auf. Als Katharina Scheven 1922 plötzlich verstarb, übernahm Anna Pappritz den Vorsitz des abolitionistischen Dachverbandes. Sie blieb Vorsitzende, bis sich die abolitionistische Föderation 1934 selbst auflöste.
Die Ansicht, dass eine gesetzliche Regelung in Bezug auf die Übertragung von Geschlechtskrankheiten und damit verbunden auf den Umgang mit der Prostitution gefunden werden müsse, setzte sich in immer breiteren Kreisen durch. Die Arbeiten am zu schaffenden Gesetz erwiesen sich als schwierig und kompliziert, begleitet wurden sie von der bereits vor dem Weltkrieg eingesetzten Sachverständigenkommission der DGBG, in der auch abolitionistische Mitglieder mitarbeiteten. Inzwischen hatte sich die abolitionistische Haltung in der Kommission durchgesetzt und die Abschaffung der Reglementierung wurde befürwortet.

„Die ‚Deutsche Gesellschaft zur Bekämpfung der Geschlechtskrankheiten‘ bestand (…) anfangs aus lauter unentwegten Reglementaristen. (…) Nach und nach gewann aber doch die abolitionistische Richtung einen gewissen Einfluß (…).“

>Die Sachverständigenkommission erarbeitete erstmals ein Programm, das nicht mehr nach Geschlecht unterschied, und verabschiedete sich so von der Geschlechterjustiz des Kaiserreiches. Die Vorschläge wurden der Regierung und dem bevölkerungspolitischen Ausschuss zugesandt. Im Reichstag kam es darauf zu heftigen Debatten über die im Gesetz vorgesehene Abschaffung der Reglementierung. Trotzdem nahm der Reichstag am 18. Juni 1923 das Gesetz mit knapper Mehrheit an, allerdings erhob der Reichsrat Einspruch und das Gesetz trat nicht in Kraft. Zwei Jahre später, am 30. März 1925 legte die Regierung dem Reichsrat einen neuen Gesetzentwurf auf der Grundlage des wenig überarbeiteten Gesetzentwurfs von 1922 vor. Dieser wurde an den Ausschuss für Bevölkerungspolitik überwiesen, der damals von der DNVP-Abgeordneten und Abolitionistin Paula Müller-Otfried vom Deutsch-Evangelischen Frauenbund geleitet wurde. Dem Ausschuss gehörten 12 Männer und 16 Frauen an. Nach längeren Debatten stimmte der Ausschuss dem Regierungsentwurf mit wenigen Änderungen zu, woraufhin der Reichstag in vier Sitzungen (alle im Januar 1927) das Gesetz beriet. Am 26. Januar 1927 wurde das Gesetz zur Bekämpfung der Geschlechtskrankheiten mit knapper Mehrheit angenommen. Neben den Kommunisten stimmten lediglich die Wirtschaftliche Vereinigung und die Völkische Arbeitsgemeinschaft gegen das Gesetz. Am 1. Oktober 1927 trat es in Kraft.
In Bezug auf die Zwangsbehandlung von Prostituierten wurde nun festgelegt, dass künftig alle von Geschlechtskrankheiten Betroffenen erfasst und behandelt werden sollten. Die Zuständigkeit dafür wurde von der Sittenpolizei auf die Gesundheitsämter verlagert; dies war eine der wichtigsten abolitionistischen Forderungen gewesen. Die abolitionistische Föderation versuchte in den nächsten Jahren die Regelungen des Gesetzes bekannt zu machen und drang auf eine entsprechende Umsetzung des Gesetzes. Die Arbeit des deutschen abolitionistischen Zweigvereins endete in der Zeit des Nationalsozialismus.

### 1945 bis heute
Die Verabschiedung der Konvention zur Unterbindung des Menschenhandels und zur Ausnutzung anderer durch die Generalversammlung der Vereinten Nationen vom 2. Dezember 1949 trägt eine deutlich abolitionistische Handschrift. Sie kann daher als Ergebnis transnationaler Bemühungen der Abolitionisten seit dem ausgehenden 19. Jahrhundert betrachtet werden. Das Ziel der Konvention ist es, den internationalen Menschenhandel zum Zwecke der Prostitution sowie sexuelle Arbeit im Allgemeinen möglichst weitgehend zu unterbinden.
1988 wurde die Coalition Against Trafficking in Women (CATW) als Ergebnis einer Konferenz mit dem Titel First Global Conference Against Trafficking in Women gegründet. CATW war die erste internationale Nichtregierungsorganisation (NGO), die Prostitution in jeglicher Form als Menschenhandel einstufte. 1989 erhielt sie den beratenden Status beim ECOSOC (UN). Mitgründerin war u. a. die 1941 in Berlin geborene Kathleen Barry. Sie ist eine US-amerikanische Soziologin und Feministin und erweckte mit ihrem 1979 erschienenen Buch Female Sexual Slavery internationale Aufmerksamkeit.

An abolitionistische Ideen knüpfen heute in Deutschland etwa die Initiative „Rotlicht Aus“ des Landesfrauenrates Baden-Württemberg und des Sisters e. V. oder die Gruppe Abolition 2014 an. Dabei steht eine Orientierung am Nordischen Modell für Prostitution im Vordergrund. So heißt es im Positionspapier von Abolition 2014: 

„Ziel ist nicht das Verbot/die Kriminalisierung/Illegalisierung der Prostitution, sondern die Kriminalisierung der Nachfrage nach bezahltem Sex, denn sie ist der Grund, aus dem Prostitution existiert.“

### Wichtige Vordenkerinnen und Akteurinnen
- Anna Pappritz
- Minna Cauer
- Katharina Scheven
- Anita Augspurg
- Lida Gustava Heymann
- Wolfgang Mittermaier
- Agnes Blum
- Josephine Butler
- Gertrude Guillaume-Schack

## Österreich

### Wichtige Vordenkerinnen und Akteurinnen
- Bertha Pappenheim (Jüdischer Frauenbund)

## Schweiz
1875 wurde in Genf die Fédération abolitionniste internationale (FAI) gegründet.

### Abolitionistische Verbände der Schweiz
- Internationaler Verein Freundinnen junger Mädchen
- Schweizerischer Frauenbund zur Hebung der Sittlichkeit

### Wichtige Aktivistinnen
- Emma Pieczynska-Reichenbach
- Marie Humbert-Droz
- Hélène de Gingins

## Vereinte Nationen
- Konvention zur Unterbindung des Menschenhandels und der Ausnutzung der Prostitution anderer

### Die Zeitschrift des Abolitionismus (1904–1933)
Das Publikationsorgan der abolitionistischen Bewegung zwischen 1902 und 1933 war der Abolitionist. Der Abolitionist ist voll digitalisiert zugänglich über die Website des Digitalen Deutschen Frauenarchivs.

### Die Flugschriften des Abolitionismus
| Heft | Titel                                                                               | Verfasser*in                      |
| 1    | Der Kampf gegen die reglementierte Prostitution                                     | Katharina Scheven                 |
| 2    | Die Uebel der Reglementierung der Prostitution                                      | Katharina Scheven                 |
| 3    | Die gesundheitlichen Gefahren der Prostitution                                      | Anna Pappritz                     |
| 4    | Warum erachtet die Föderation die Prostitution als nicht strafbares Vergehen!       | Katharina Scheven                 |
| 5    | Die positiven Aufgaben und strafrechtlichen Aufgaben der Föderation                 | Anna Pappritz & Katharina Scheven |
| 6    | Die Kasernierung der Prostitution                                                   | Dr. med. Ernst von Düring         |
| 7    | Warum bekämpfen wir die Reglementierung der Prostitution?                           | Pfarrer E. Hoffet                 |
| 8    | Unser Kampf gegen den Schmutz in Literatur und Kunst                                | Pastor Ernst Baars                |
| 9    | Die Strafbarkeit der Vernichtung des keimenden Lebens vom Standpunkt des Mediziners | Dr. med. Agnes Bluhm              |
| 10   | Geheime Prostitution                                                                | Pfarrer P. Bruns                  |
| 11   | Gibt es geborene Prostituierte?                                                     | Helenefriederike Stelzner         |
| 12   | Unser Kampf gegen die Reglementierung der Prostitution                              | Dr. med. Ernst von Düring         |